# Pseudorhipsalis himantoclada
A Pseudorhipsalis himantoclada egy epifita kaktusz, mellyel élőhelyén kívül nagyon ritkán lehet csak találkozni.

## Elterjedése és élőhelye
Costa Rica és Panama, 50–660 m tengerszint feletti magasságban.

## Jellemzői
Nagy termetű lecsüngő bokrot képező növény, hossza 1 m-nél hosszabb lehet. Hajtástagjai fogazott szélűek, laposak, elhegyesedők a csúcsuknál és alapjuknál, élénkzöldek, fiatalon vöröses árnyalatúak, 30 mm-nél keskenyebbek, a középér kifejezett. Oldalágai nem hosszabbak 200 mm-nél. Areoláik kicsik, kevés szőrrel és egy kicsi vöröses pikkellyel. Virágai laterálisan fejlődnek, kevéssé kinyílók, 25 mm hosszúak a belső szirmok fehérek, a külsők rózsavörösek vagy barnásak. A pericarpium 10 mm hosszú, 5 mm átmérőjű, 4-6 ovális pikkely borítja, a virágtölcsér 8 mm hosszú.

## Rokonsági viszonyai
Az Alata subgenus tagja